# Baeacis simplex
Baeacis simplex är en stekelart som beskrevs av Marshall 1898. Baeacis simplex ingår i släktet Baeacis och familjen bracksteklar. Inga underarter finns listade.